# Prix André-Aisenstadt
 (décembre 2020).
Le prix André-Aisenstadt est remis par le centre de recherches mathématiques de Montréal pour souligner l'excellence de la recherche en mathématiques pures ou appliquées effectuée par de jeunes mathématiciens canadiens ou résidents permanents au Canada. Ce prix est remis annuellement en l'honneur d'André Aisenstadt.

## Lauréats
- 1992 : Niky Kamran (Université McGill)
- 1993 : Ian F. Putnam (Université de Victoria)
- 1994 : (Aucun prix)
- 1995 : Nigel Higson (Penn State University) et Michael J. Ward (Université de la Colombie-Britannique)
- 1996 : Adrian S. Lewis (Université de Waterloo)
- 1997 : Henri Darmon et Lisa Jeffrey (Université McGill)
- 1998 : Boris A. Khesin (Université de Toronto)
- 1999 : John A.Toth (McGill)
- 2000 : Changfeng Gui (Université du Connecticut)
- 2001 : Eckhard Meinrenken (de) (Université de Toronto)
- 2002 : Jinyi Chen (Colombie britannique)
- 2003 : Alexander Brudnyi (Université de Calgary)
- 2004 : Vinayak Vatsal (Colombie britannique)
- 2005 : Ravi Vakil (Université Stanford)
- 2006 : Iosif Polterovich (Université de Montréal) et Tai-Peng Tsai (Colombie-Britannique)
- 2007 : Gregory G. Smith (Queen's)[1] et Alexander E. Holroyd (Colombie-Britannique)
- 2008 : József Solymosi (en) (Colombie britannique) et Jonathan Taylor (Montréal)
- 2009 : Valentin Blomer (Toronto)
- 2010 : Omer Angel (Colombie-Britannique)
- 2011 : Joel Kamnitzer (Université de Toronto)
- 2012 : Marco Gualtieri (Université de Toronto) et Young-Heon Kim (UBC)
- 2013 : Spyros Alexakis (Université de Toronto)[2]
- 2014 : Sabin Cautis (Université de la Colombie-Britannique)[3]
- 2015 : Louis-Pierre Arguin (Université de Montréal and the City University of New York - Baruch College and Graduate Center)
- 2016 : Anne Broadbent, Université d'Ottawa
- 2017 : Jacob Tsimerman, Université de Toronto
- 2018 : Benjamin Rossman (en) (Université de la Colombie-Britannique)
- 2019 : Yaniv Plan (Université de Toronto)
- 2020 : Robert Haslhofer (Université de Toronto) et Egor Shelukhin (Université de Montréal)
- 2021 : Giulio Tiozzo (Université de Toronto), Tristan C. Collins (Massachusetts Institute of Technology)
- 2022 : Evgueni Liokumovich[4]
- 2023 Elina Robeva, Yakov Shlapentokh-Rothman
- 2024 Alexander Kupers